# Halve marathon van New Delhi

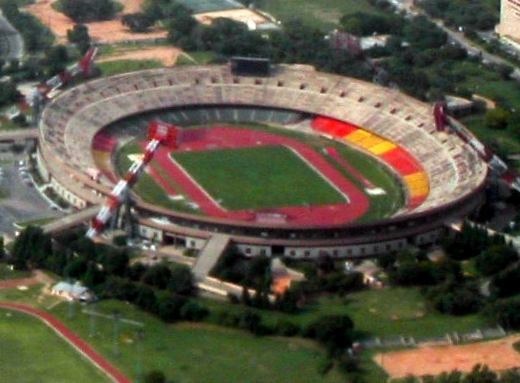
Het startpunt van de halve marathon van New Delhi in het Nehru Stadion

De halve marathon van New Delhi is een hardloopwedstrijd over 21,1 km, die sinds 2005 jaarlijks wordt gehouden in de hoofdstad van India, New Delhi in de maand oktober of november. Het evenement heeft de 'IAAF Gold Label Road Race' status en behoort daarmee tot de belangrijkste halve marathon wedstrijden in de wereld.
In deze wedstrijd zijn de Keniaanse en Ethiopische hardlopers altijd zeer succesvol geweest met 28 van de 30 overwinningen tot en met 2019.
Het parcours is vrijwel vlak, wat tot snelle tijden heeft geleid voor de mannen (onder het uur) en de vrouwen (onder de 68 minuten).
Het parcoursrecord is 58.53, gezet door de Ethiopiër Amedework Walelegn in 2020.
Het totale prijzengeld in 2015 bedroeg 178.000 Amerikaanse dollar, waarvan 27.000 voor de winnaar.

## Parcoursrecords
- Mannen: 58.53 - Amedework Walelegn  Ethiopië (2020)
- Vrouwen: 1:06.00 - Tsehay Gemechu  Ethiopië (2019)

## Top 10 finishtijden
Met een gemiddelde tijd van 59.05 over de snelste tien finishtijden ooit gelopen bij deze wedstrijd, is New Delhi de 4e snelste halve marathon in de wereld, net voor de City-Pier-City Loop. Op de eerste plaats staat de halve marathon van Valencia.
| Rang | Naam               | Land | Tijd  | Jaar | Plek |
| ---- | ------------------ | ---- | ----- | ---- | ---- |
| 1    | Amedework Walelegn | ETH  | 58.53 | 2020 | 1    |
| 2    | Andamlak Belihu    | ETH  | 58.54 | 2020 | 2    |
| 3    | Stephen Kissa      | UGA  | 58.56 | 2020 | 3    |
| 4    | Muktar Edris       | ETH  | 59.04 | 2020 | 4    |
| 5    | Guye Adola         | ETH  | 59.06 | 2014 | 1    |
| 6    | Geoffrey Kamworor  | KEN  | 59.07 | 2014 | 2    |
| 7    | Andamlak Belihu    | ETH  | 59.10 | 2019 | 1    |
| 8    | Leonard Barsoton   | KEN  | 59.10 | 2020 | 5    |
| 9    | Mosinet Geremew    | ETH  | 59.11 | 2014 | 3    |
| 10   | Atsedu Tsegay      | ETH  | 59.12 | 2013 | 1    |

(bijgewerkt t/m 2022)

## Uitslagen
| Datum             | Snelste man              | Land     | Tijd    | Snelste vrouw     | Land     | Tijd    |
| ----------------- | ------------------------ | -------- | ------- | ----------------- | -------- | ------- |
| 29 november 2020  | Amedework Walelegn       | Ethiopië | 58.53   |                   |          |         |
| 20 oktober 2019   | Andamlak Belihu          | Ethiopië | 59.10   | Tsehay Gemechu    | Ethiopië | 1:06.00 |
| 21 oktober 2018   | Andamlak Belihu          | Ethiopië | 59.18   | Tsehay Gemechu    | Ethiopië | 1:06.50 |
| 19 november 2017  | Birhanu Legese           | Ethiopië | 59.46   | Almaz Ayana       | Ethiopië | 1:07.12 |
| 20 november 2016  | Eliud Kipchoge           | Kenia    | 59.44   | Worknesh Degefa   | Ethiopië | 1:07.42 |
| 29 november 2015  | Birhanu Legese           | Kenia    | 59.20   | Cynthia Limo      | Kenia    | 1:08.35 |
| 23 november 2014  | Guye Adola               | Ethiopië | 59.06   | Florence Kiplagat | Kenia    | 1:10.04 |
| 15 december 2013  | Atsedu Tsegay            | Ethiopië | 59.12   | Florence Kiplagat | Kenia    | 1:08.00 |
| 30 september 2012 | Edwin Kipyego            | Kenia    | 1:00.55 | Wude Ayalew       | Ethiopië | 1:11.10 |
| 27 november 2011  | Lelisa Desisa            | Ethiopië | 59.30   | Lucy Wangui       | Kenia    | 1:07.04 |
| 21 november 2010  | Geoffrey Mutai           | Kenia    | 59.38   | Aselefech Mergia  | Ethiopië | 1:08.35 |
| 1 november 2009   | Deriba Merga             | Ethiopië | 59.54   | Mary Keitany      | Kenia    | 1:06.54 |
| 9 november 2008   | Deriba Merga             | Ethiopië | 59.15   | Aselefech Mergia  | Ethiopië | 1:08.17 |
| 28 oktober 2007   | Dieudonné Disi           | Rwanda   | 1:00.43 | Deriba Alemu      | Ethiopië | 1:10.30 |
| 15 oktober 2006   | Francis Kibiwott Larabal | Kenia    | 1:01.36 | Lineth Chepkurui  | Kenia    | 1:10.40 |
| 16 oktober 2005   | Philip Rugut             | Kenia    | 1:01.55 | Irina Timofejeva  | Rusland  | 1:10.35 |